# Cesare Pompeo Castelbarco
Cesare Pompeo Castelbarco Visconti Simonetta (Milano, 30 novembre 1782 – Milano, 20 agosto 1860) è stato un nobile, politico e compositore italiano.

## Biografia
Figlio del conte Ercole Castelbarco Visconti Simonetta e di sua moglie, Maria Litta Visconti Arese, Cesare Pompeo fu un uomo amante delle lettere ed un mecenate delle arti. Violinista e compositore, si prodigò per la diffusione della musica strumentale. Oltre a numerose composizioni da camera, compose una raccolta di “Sonate caratteristiche sopra la Creazione intrecciate col canto” per due violini, viola, violoncello e basso. La maggior parte delle sue opere vennero edite tra il 1827 ed il 1860. Fu membro di diverse accademie, tra le quali l'Accademia Filarmonica di Bologna e l'Accademia roveretana degli Agiati, e corrispondente dell'Istituto di Francia.
Presso la città di Milano, Cesare Pompeo fu deputato della congregazione provinciale, consigliere comunale (1816) e direttore del Regio Imperiale Conservatorio di Milano (1825-1827). Vicino agli Asburgo, fu ciambellano, Consigliere intimo di stato (1838), Gran coppiere, Gran siniscalco, Gran scudiere, cavaliere di prima classe dell'Ordine della Corona Ferrea, Grande di Spagna di prima classe, Gran Croce dell'Ordine Pontificio Piano.
Nonostante la sua attenzione fosse ormai rivolta ai possedimenti lombardi della dinastia ed al complesso scacchiere sociopolitico italiano, il conte Cesare Pompeo non trascurò i possedimenti trentini dei Castelbarco. Sebbene infatti i beni e gli appannaggi di famiglia delle terre avite fossero amministrati da vicari e capitani, il conte Castelbarco s'impegnò in prima persona nella ristrutturazione della Chiesa di Loppio, presso il palazzo dinastico (v. Palazzo Castelbarco), riaprendola nel 1819 e facendovi traslare le salme degli avi precedentemente conservate presso il Castello di Avio.

## Discendenza
Cesare Pompeo Castelbarco sposò, il 14 dicembre 1806, Maria (1785-1862), figlia del marchese Alessandro Freganeschi Marquietti. Dall'unione nacquero:
- Carlo Castelbarco (1808-1880), VI marchese di Cislago, sposato ad Antonia Litta Albani (1814-1855);
- Maria Beatrice (1810-...);
- Giuseppe Scipione (1813-1875), sposato in prime nozze (1837) ad Edoarda Gallarati Scotti (1820-1856) con discendenza ed in seconde nozze (1858) a Minerva Mancini (1820-1908) senza discendenza.

## Ascendenza
|                                                                      |                                      |                                                                 | Genitori                                                        |  |  | Nonni |  |  | Bisnonni                                                   |  |  | Trisnonni                                                    |  |
|                                                                      |                                      |                                                                 |                                                                 |  |  |       |  |  | Carlo Francesco Ercole Castelbarco, II marchese di Cislago |  |  | Scipione Giuseppe Castelbarco, I marchese ex uxor di Cislago |  |
|                                                                      |                                      |                                                                 |                                                                 |  |  |       |  |  | Carlo Francesco Ercole Castelbarco, II marchese di Cislago |  |  | Scipione Giuseppe Castelbarco, I marchese ex uxor di Cislago |  |
|                                                                      |                                      | Costanza Visconti di Cislago                                    |                                                                 |  |  |       |  |  | Carlo Francesco Ercole Castelbarco, II marchese di Cislago |  |  |                                                              |  |
| Carlo Ercole Castelbarco Visconti, III marchese di Cislago           |                                      |                                                                 |                                                                 |  |  |       |  |  | Carlo Francesco Ercole Castelbarco, II marchese di Cislago |  |  |                                                              |  |
|                                                                      |                                      | Josepha de Silva y Alagon                                       | José de Menezes y Silva, conte di Monte Santo                   |  |  |       |  |  |                                                            |  |  |                                                              |  |
|                                                                      |                                      | Josepha de Silva y Alagon                                       | José de Menezes y Silva, conte di Monte Santo                   |  |  |       |  |  |                                                            |  |  |                                                              |  |
|                                                                      |                                      | Josepha de Silva y Alagon                                       | Emanuela de Alagon, VI marchesa di Villasor                     |  |  |       |  |  |                                                            |  |  |                                                              |  |
| Cesare Ercole Castelbarco Visconti Simonetta, IV marchese di Cislago |                                      | Josepha de Silva y Alagon                                       |                                                                 |  |  |       |  |  |                                                            |  |  |                                                              |  |
|                                                                      |                                      | Antonio Simonetta, VI conte di Torricella                       | Giuseppe Simonetta, V conte di Torricella                       |  |  |       |  |  |                                                            |  |  |                                                              |  |
|                                                                      |                                      | Antonio Simonetta, VI conte di Torricella                       | Giuseppe Simonetta, V conte di Torricella                       |  |  |       |  |  |                                                            |  |  |                                                              |  |
|                                                                      |                                      | Antonio Simonetta, VI conte di Torricella                       | Francesca Barbiano di Belgioioso                                |  |  |       |  |  |                                                            |  |  |                                                              |  |
| Francesca Simonetta                                                  |                                      | Antonio Simonetta, VI conte di Torricella                       |                                                                 |  |  |       |  |  |                                                            |  |  |                                                              |  |
|                                                                      |                                      | Maria Teresa Castelbarco Visconti                               | Scipione Giuseppe Castelbarco, I marchese ex uxor di Cislago    |  |  |       |  |  |                                                            |  |  |                                                              |  |
|                                                                      |                                      | Maria Teresa Castelbarco Visconti                               | Scipione Giuseppe Castelbarco, I marchese ex uxor di Cislago    |  |  |       |  |  |                                                            |  |  |                                                              |  |
|                                                                      |                                      | Maria Teresa Castelbarco Visconti                               | Costanza Visconti di Cislago                                    |  |  |       |  |  |                                                            |  |  |                                                              |  |
| Cesare Pompeo Castelbarco Visconti Simonetta, V marchese di Cislago  |                                      | Maria Teresa Castelbarco Visconti                               |                                                                 |  |  |       |  |  |                                                            |  |  |                                                              |  |
|                                                                      | Antonio Litta, V marchese di Gambolò | Pompeo Litta, IV marchese di Gambolò                            |                                                                 |  |  |       |  |  |                                                            |  |  |                                                              |  |
|                                                                      | Antonio Litta, V marchese di Gambolò | Pompeo Litta, IV marchese di Gambolò                            |                                                                 |  |  |       |  |  |                                                            |  |  |                                                              |  |
|                                                                      | Antonio Litta, V marchese di Gambolò | Claudia Erba                                                    |                                                                 |  |  |       |  |  |                                                            |  |  |                                                              |  |
| Pompeo Giulio Visconti Arese, VI marchese di Gambolò                 | Antonio Litta, V marchese di Gambolò |                                                                 |                                                                 |  |  |       |  |  |                                                            |  |  |                                                              |  |
|                                                                      |                                      | Paola Visconti Borromeo                                         | Giulio Visconti Borromeo Arese, IV conte della Pieve di Brebbia |  |  |       |  |  |                                                            |  |  |                                                              |  |
|                                                                      |                                      | Paola Visconti Borromeo                                         | Giulio Visconti Borromeo Arese, IV conte della Pieve di Brebbia |  |  |       |  |  |                                                            |  |  |                                                              |  |
|                                                                      |                                      | Paola Visconti Borromeo                                         | Margherita Visconti Borromeo                                    |  |  |       |  |  |                                                            |  |  |                                                              |  |
| Maria Litta Visconti Arese                                           |                                      | Paola Visconti Borromeo                                         |                                                                 |  |  |       |  |  |                                                            |  |  |                                                              |  |
|                                                                      |                                      | Giulio Visconti Borromeo Arese, IV conte della Pieve di Brebbia | Fabio Visconti Borromeo, II conte della Pieve di Brebbia        |  |  |       |  |  |                                                            |  |  |                                                              |  |
|                                                                      |                                      | Giulio Visconti Borromeo Arese, IV conte della Pieve di Brebbia | Fabio Visconti Borromeo, II conte della Pieve di Brebbia        |  |  |       |  |  |                                                            |  |  |                                                              |  |
|                                                                      |                                      | Giulio Visconti Borromeo Arese, IV conte della Pieve di Brebbia | Margherita Arese                                                |  |  |       |  |  |                                                            |  |  |                                                              |  |
| Maria Elisabetta Visconti Borromeo                                   |                                      | Giulio Visconti Borromeo Arese, IV conte della Pieve di Brebbia |                                                                 |  |  |       |  |  |                                                            |  |  |                                                              |  |
|                                                                      |                                      | Teresa Cusani Visconti                                          | Giacomo Cusani Visconti, marchese del Sacro Romano Impero       |  |  |       |  |  |                                                            |  |  |                                                              |  |
|                                                                      |                                      | Teresa Cusani Visconti                                          | Giacomo Cusani Visconti, marchese del Sacro Romano Impero       |  |  |       |  |  |                                                            |  |  |                                                              |  |
|                                                                      |                                      | Teresa Cusani Visconti                                          | Juliane Josefa von Nesselrode                                   |  |  |       |  |  |                                                            |  |  |                                                              |  |
|                                                                      |                                      | Teresa Cusani Visconti                                          |                                                                 |  |  |       |  |  |                                                            |  |  |                                                              |  |